# Lago de Werdenberg
O lago de Werdenberg (ou Werdenbergersee) é um pequeno lago em Buchs (São Galo), perto da cidade de Werdenberg, no município de Grabs, cantão de São Galo, na Suíça.